# Diphetor
Diphetor is een geslacht van haften (Ephemeroptera) uit de familie Baetidae.

## Soorten
Het geslacht Diphetor omvat de volgende soorten:
- Diphetor hageni